# Työsaari (ö i Södra Karelen, Villmanstrand, lat 61,00, long 27,82)
Työsaari är en ö i Finland. Den ligger i sjön Kivijärvi och i kommunerna Luumäki och Klemis och landskapet Södra Karelen, i den södra delen av landet, 180 km nordost om huvudstaden Helsingfors. Öns area är 65,5 hektar och dess största längd är 1,2 kilometer i sydöst-nordvästlig riktning.